# Алекса Мараш
Алекса Мараш (серб. Aleksa Maraš; нар. 9 жовтня 2001, Чорногорія) — чорногорський футболіст, нападник білгарського клубу «Ботев» (Пловдив).

## Клубна кар'єра
Народився у 2011 році у Чорногорії, його батько Драго Мараш також був футболістом.
Алекса тривалий час виступав на батькіщині за місцеві команди «Ігало», «Дечич», «Зету» та «Морнар».
У 2023 році він підписав контракт з клубом «Младост Донья Гориця» в якому він провів сезон своєї кар'єри.
У червні 2024 року він перейшов до команди Першої ліги Болгарії, «Ботев» (Пловдив). 8 серпня 2024 року відкрив лік забитим голам у домашньому переможному матчі 2–1 проти боснійського клубу «Зрінськи» у третьому кваліфікаційному раунді Ліги конференцій УЄФА.

## Стиль гри
В основному виступає на позиції нападника. Відзначається сильним ударом.